# Skyers 5
Skyers 5 (яп. スカイヤーズ5) — аниме-сериал, выпущенный студией Tele-Cartoon Japan. Транслировался впервые в Японии с 4 октября по 27 декабря 1967 года. Всего выпущено 12 серий аниме. Сериал также транслировался на территории Испании и Бразилии. По мотивам сериала студией Eiken был выпущен второй сезон сериала, который транслировался с 7 октября 1971 года по 30 марта 1972 года. Сериал транслировался на территории Мексики.

## Сюжет
Сюжет разворачивается вокруг тайной команды, состоящей из 5 человек: Сюнтаро, Юри, Сансона, Польки и профессора Капитана, они известны, как агенты S. В их распоряжении находятся высоко-технологическое оружие и космический корабль. Они будут бороться против злой организации, известной, как «Призраки», которая намеревается захватить власть над миром, путём террора, химического, биологического оружия, похищениями и политическими интригами.

## Роли озвучивали
- Сюсэй Накамура — Сюнтаро, агент S5, главный герой.
- Сэцуо Вакуй — Полька, лысый круглолицый, агент S2
- Ёко Кури — Юри, единственная девушка, агент S3
- Такудзо Камияма — Самсон, большой и сильный мужчина, агент S4
- Кёсукэ Маки — Капитан, агент S1, профессор и представитель антитеррористической организации Японии.
- Масаоки Такато — Призрак, гангстер, руководитель организации «Призраков». Его лицо никогда не видно, но он всегда курит и подбрасывает монетку с изображением черепа.